# Duékoué (departement)
Duékoué är ett departement i Elfenbenskusten. Det ligger i regionen Guémon, i den sydvästra delen av landet, 220 km väster om huvudstaden Yamoussoukro.